# 宮崎市立潮見小学校
宮崎市立潮見小学校（みやざきしりつしおみしょうがっこう）は、宮崎県宮崎市潮見町にある公立小学校。

## 概要
- 児童数 - 502名(2021年度)

## 沿革
- 1952年（昭和27年）4月1日 - 開校[1]。
- 1969年（昭和44年） - 中校舎（管理・普通教室棟）と便所棟（南校舎北側）建築[2]。
- 1975年（昭和50年） - 屋内運動場建築[2]。
- 1980年（昭和55年） - 北校舎（特別・普通教室棟）と便所棟（北校舎北側）及び昇降口と給食室建築[2]。
- 2007年（平成19年） - 南校舎（普通・特別教室棟）建築[2]。

## 通学区域
潮見小学校の通学区域には以下の区域が指定されている。
- 昭和町の一部
- 吉村町の一部
- 曽師町の一部
- 大王町
- 潮見町
- 前原町
- 出来島町
- 高洲町
- 中西町
- 一の宮町
- 吾妻町
- 永楽町の一部
- 港1丁目
- 港東1丁目
- 港東2丁目
- 港東3丁目

## アクセス
- 宮崎交通
  - 中西町停留所から、徒歩約4分。
  - 潮見町停留所から、徒歩約5分。